# Rip City Remix
Los Rip City Remix son un equipo de baloncesto estadounidense perteneciente a la NBA G League, que comenzó a jugar en la temporada 2023-24. Tienen su sede en la ciudad de Portland, Oregón, y son el equipo afiliado a los Portland Trail Blazers. Juegan sus partidos en el Chiles Center, un pabellón para 4.852 espectadores.

## Historia
El 26 de abril de 2023, los Portland Trail Blazers anunciaron que lanzarían un equipo de la NBA G League para la temporada 2023-24, y el 15 de junio contrataron a Jim Moran para que fuera su primer entrenador en jefe. El 26 de junio, el logotipo y el nombre del equipo se dieron a conocer como Rip City Remix.